# Astrid Mannes
Astrid Ursula Luise Mannes (* 2. Januar 1967 in Hilden) ist eine deutsche Autorin, Historikerin und Politikerin (CDU). Von 2007 bis 2017 war sie Bürgermeisterin der Gemeinde Mühltal in Hessen. Von 2017 bis 2021 sowie von 2024 bis 2025 war sie Mitglied des Deutschen Bundestages.

## Leben
Astrid Mannes schloss 1991 ihren Magisterstudiengang in den Fächern Geschichte (Hauptfach), Politische Wissenschaften und Öffentliches Recht ab. 1992/93 war sie Mitarbeiterin im Bund der Vertriebenen. 1993 bis 2000 arbeitete sie als Wissenschaftliche Mitarbeiterin im Deutschen Bundestag. 2001 bis 2003 war sie Pressesprecherin des Deutschen Didacta Verbandes. Von 2004 bis 2007 war sie Mitarbeiterin im Dekanat Ried der Evangelischen Kirche in Hessen und Nassau.
2005 promovierte sie mit einer Biographie über den Reichskanzler Constantin Fehrenbach.

## Politik
1986/87 war Astrid Mannes Vorsitzende der RCDS-Fraktion im Bonner Studentenparlament. 1990 trat sie in die CDU ein. Dort war sie in verschiedenen Gremien/Parteivorständen tätig. Von 2006 bis 2008 war sie Kreisvorsitzende der Frauen-Union Darmstadt-Dieburg. 2007 kandidierte sie für das Amt des Bürgermeisters in der Gemeinde Mühltal in Hessen. Sie wurde am 1. Juli 2007 zur Bürgermeisterin dieser Gemeinde gewählt und trat ihr Amt am 28. November 2007 an. Bei der Bürgermeisterwahl am 9. Juni 2013 wurde Astrid Mannes im Amt bestätigt.
Astrid Mannes wurde am 27. März 2011 in den Kreistag des Landkreises Darmstadt-Dieburg gewählt. Sie ist Beisitzerin im CDU-Bezirksvorstand Südhessen. Mannes ist Mitglied der Christdemokraten für das Leben (CDL) und bekleidete als solche mehrere Funktionen der Initiative gegen Schwangerschaftsabbrüche.
Bei der Bundestagswahl am 24. September 2017 zog Astrid Mannes für die CDU als direkt gewählte Abgeordnete des Bundestagswahlkreises Darmstadt in den Bundestag ein. Im 19. Deutschen Bundestag war Mannes ordentliches Mitglied im Ausschuss für Bildung, Forschung und Technikfolgenabschätzung. Zudem gehörte sie als stellvertretendes Mitglied dem Ausschuss für Inneres und Heimat an.
Bei der Bundestagswahl 2021 verlor sie ihren Wahlkreis als Drittplatzierte hinter Andreas Larem (SPD) und Daniela Wagner (Grüne). Sie verlor 8 Prozentpunkte der Erststimmen im Vergleich zu 2017 und schied aus dem Bundestag aus. Am 26. Januar 2024 rückte Mannes für Ingmar Jung in den Bundestag nach. Dort war sie ordentliches Mitglied im Ausschuss für Umwelt, Naturschutz, nukleare Sicherheit und Verbraucherschutz und stellvertretendes Mitglied im Ausschuss für Bildung, Forschung und Technikfolgenabschätzung.  Sie war zudem die Berichterstatterin der CDU/CSU-Bundestagsfraktion für den Bereich Verbraucherschutz.
Zur Bundestagswahl 2025 trat Mannes erneut in ihrem Wahlkreis an und erhielt diesmal die meisten Erststimmen vor Philip Krämer (Grüne) und Andreas Larem (SPD). Da sie jedoch eine der Wahlkreissieger der CDU Hessen mit dem geringsten Stimmenanteil war und die Zweitstimmen der CDU Hessen nicht für alle ausreichten, wurde ihr kein Mandat zugeteilt. Seit der Wahlrechtsreform 2023 wird durch diese Regel die Anzahl der Abgeordneten begrenzt. Die CDU hat in Hessen bei der Bundestagswahl 2025 20 Direktmandate errungen, wovon aufgrund mangelnder Abdeckung durch Zweitstimmen nur 15 zugeteilt wurden.

## Veröffentlichungen

### Bücher
- Astrid Luise Mannes (Hg.): Von Krisen und Chancen. Was Deutschland jetzt voranbringt. Leibniz Verlag St. Goar 2022.
- A.L. Mannes/H. Hecker: Kompetenz in Ethik. Lipura Verlagsgesellschaft 2011.
- Reichskanzler Constantin Fehrenbach. Eine Biographie. dissertation.de, Berlin 2006, ISBN 978-3-86624-083-4 (zugl. Dissertation Universität Dortmund 2005).
- Das Apfelweinkochbuch. Nidderau 2004, ISBN 3-936622-34-5.
- Claudia Ludwig / Astrid Luise Mannes (Hg.): Mit der Spaßgesellschaft in den Bildungsnotstand. 17 streitbare Beiträge für einen Aufbruch aus der Bildungsmisere. Leibniz Verlag, St. Goar 2003, ISBN 3-931155-20-X.
- Heinrich Brüning. Leben – Wirken – Schicksal. Olzog Verlag, München 1999, ISBN 3-7892-9384-9.
- Die Agrarpolitik der Regierung Brüning. Eine Auswertung der edierten Quellen und Literatur. Shaker Verlag, Aachen 1997, ISBN 3-8265-3163-9.
- Lovis Corinth. Bund der Vertriebenen, Bonn 1993, ISBN 3-925103-67-8.

### Artikel (Auswahl)
- Förderprogramme: Geschenke mit Fallstricken, in: Kommunalpolitische Blätter, 12/2024, S. 28 f.
- Überregulierung: Weniger ist mehr, in: FUlminant, September 2024, S. 12 f.
- Nächtliche Beleuchtung - weniger kann mehr sein!, in: KOPO 4/2023, S. 44 ff.
- Peter Klotzki/Astrid Mannes: Berufliche Bildung braucht Achtung, in: Schule 2/2023, S. 54 f.
- Peter Klotzki/Astrid Mannes: Berufliche Bildung braucht Achtung, in: der freie Beruf 1/2023, S. 16 f.
- Peter Klotzki/Astrid Luise Mannes: Berufliche Bildung braucht Achtung. Gastkommentar, Handelsblatt, 19. Dezember 2022.[6]
- Heizen mit Abwasser, KOPO 10/2022, S. 14 f.
- Abwasser aus Badewannen und CO. – die unbekannte Wärmequelle, Die Welt, 5. September 2022.
- Kommunen im Krisenbewältigungsmodus, Kommunalpolitische Blätter online, 31. März 2022[7]
- Klimafreundliche Verkehrswende auf dem Land, in: KOPO 1/2021.
- Der Ländliche Raum – ein Raum der Zukunft!, in:  KOPO 12/2020.
- Seit fünf Jahren engagieren sich Bund und Länder in der Alphabetisierungskampagne. Was hat sie gebracht?, Gastbeitrag in der FAZ, 29. September 2020, Feuilleton, Seite 9.
- Klug investieren für einen attraktiven ÖPNV, in:  KOPO 4/2020.
- Organspende – der Beitrag der Kommunen, in: KOPO 3/2020.
- Digitalisierung ja, aber …! Digitalisierung an Schulen muss mit einer Sprachoffensive verbunden werden., in:  Die politische Meinung, hrsg.  von der Konrad-Adenauer-Stiftung, Ausgabe November/Dezember 2019.
- Sprachförderung hat oberste Priorität, Gastbeitrag FAZ, 31. Oktober 2019.
- Spracherziehung muss Vorrang haben, in:  Katholische Bildung, Heft 9/10, 2019.
- Aktuelle Herausforderungen im Bereich der Politischen Bildung, in: Hessische Blätter für Volksbildung 04/2018 („100 Jahre Volkshochschule“), hrsg. vom Hessischen Volkshochschulverband e.V., S. 323–325.
- Digitalpakt mit Sprachoffensive flankieren, in:  KOPO 11/2018.
- Ausländische Versandapotheken, in: KOPO 9/2018.
- Optimierung von Schulleistungen. Schulleistungen können vielfältiger verbessert werden, als wir es seit PISA diskutieren, in: L. A. Multimedia Nr. 2/Mai 2003.
- Herbert Czajas Tätigkeit im Deutschen Bundestag, in: Herbert Czaja. Anwalt für Menschenrechte, hrsg. von Christine Maria Czaja, Kulturstiftung der Deutschen Vertriebenen, Bonn 2003, S. 121–152.
- Nachruf auf Dr. Herbert Czaja, Herbert Czaja. Anwalt für Menschenrechte, hrsg. von Christine Maria Czaja, Kulturstiftung der Deutschen Vertriebenen, Bonn 2003, S. 202–205.